# Lavotchkine La-154
Le Lavotchkine La-154 (en russe : Лавочкин Ла-154) était un prototype de chasseur à réaction conçu et fabriqué en Union des républiques socialistes soviétiques par le bureau d'études (OKB) Lavotchkine peu de temps après la fin de la Seconde Guerre mondiale.